# Luke Moore
Luke Isaac Moore (n. 13 februarie 1986, Birmingham, Anglia) este un jucător englez de fotbal care evoluează pe postul de atacant la clubul Toronto FC.A jucat pentru naționala Angliei de 5 ori.